# Finale de la Coupe d'Angleterre de football 2023-2024
La finale de la Coupe d'Angleterre 2023-2024 est la 157e finale de la Coupe d'Angleterre. La finale a lieu le 25 mai 2024 au Stade de Wembley, à Londres.
La rencontre oppose les deux clubs mancuniens comme lors de finale précédente : Manchester United et Manchester City.
Le vainqueur est qualifié pour la phase de championnat de la Ligue Europa 2024-2025, s'il ne se qualifie pas pour la Ligue des champions via le championnat et pour le Community Shield 2024.

## Équipes
| Équipe            | Précédentes apparitions en finale (en gras celles remportées)                                                                    |
| ----------------- | --- |
| Manchester United | 21 (1909, 1948, 1957, 1958, 1963, 1976, 1977, 1979, 1983, 1985, 1990, 1994, 1995, 1996, 1999, 2004 2005, 2007, 2016, 2018, 2023) |
| Manchester City   | 12 (1904, 1926, 1933, 1934, 1955, 1956, 1969, 1981, 2011, 2013, 2019, 2023)                                                      |

## Parcours des finalistes
| Manchester United | Manchester United | Tour             | Manchester City   | Manchester City |
| ----------------- | ----------------- | ---------------- | ----------------- | --------------- |
| Adversaire        | Résultat          | Phase de groupes | Adversaire        | Résultat        |
| Wigan Athletic    | (E) 2 - 0         | Trente-deuxièmes | Huddersfield Town | (D) 5 - 0       |
| Newport County    | (E) 4 - 2         | Seizième         | Tottenham Hotspur | (E) 1 - 0       |
| Nottingham Forest | (E) 1 - 0         | Huitièmes        | Luton Town        | (E) 6 - 2       |
| Liverpool FC      | (D) 4 - 3 ap      | Quarts de finale | Newcastle United  | (D) 2 - 0       |
| Coventry City     | 3 - 3 (4 - 2 tab) | Demi-finales     | Chelsea FC        | (D) 1 - 0       |

## Match
| Man.City ·    |                 |     |
| Titulaires :  |                 |     |
|               |                 |     |
| 18            | Stefan Ortega   |     |
| 02            | Kyle Walker     |     |
| 05            | John Stones     |     |
| 06            | Nathan Aké      | 46e |
| 24            | Joško Gvardiol  |     |
| 16            | Rodri           |     |
| 08            | Mateo Kovačić   | 46e |
| 20            | Bernardo Silva  |     |
| 17            | Kevin De Bruyne | 56e |
| 47            | Phil Foden      |     |
| 09            | Erling Haaland  |     |
|               |                 |     |
| Remplaçants : |                 |     |
| 33            | Scott Carson    |     |
| 03            | Rúben Dias      |     |
| 10            | Jack Grealish   |     |
| 11            | Jérémy Doku     | 46e |
| 19            | Julián Álvarez  | 56e |
| 25            | Manuel Akanji   | 46e |
| 27            | Matheus Nunes   |     |
| 52            | Oscar Bobb      |     |
| 82            | Rico Lewis      |     |
|               |                 |     |
| Entraîneur :  |                 |     |
| Pep Guardiola |                 |     |

| Man.United ·  |                    |       |
| Titulaires :  |                    |       |
|               |                    |       |
| 24            | André Onana        |       |
| 29            | Aaron Wan-Bissaka  |       |
| 19            | Raphaël Varane     |       |
| 06            | Lisandro Martínez  | 73e   |
| 20            | Diogo Dalot        |       |
| 04            | Sofyan Amrabat     |       |
| 37            | Kobbie Mainoo      |       |
| 39            | Scott McTominay    | 90+3e |
| 17            | Alejandro Garnacho | 90+3e |
| 08            | Bruno Fernandes    |       |
| 10            | Marcus Rashford    | 74e   |
|               |                    |       |
| Remplaçants : |                    |       |
| 01            | Altay Bayindir     |       |
| 02            | Victor Lindelöf    | 90+3e |
| 07            | Mason Mount        | 90+3e |
| 11            | Rasmus Højlund     | 74e   |
| 14            | Christian Eriksen  |       |
| 16            | Amad Diallo        |       |
| 21            | Antony             |       |
| 35            | Jonny Evans        | 73e   |
| 53            | Willy Kambwala     |       |
|               |                    |       |
| Entraîneur :  |                    |       |
| Erik ten Hag  |                    |       |

| Man.City ·    |                 |     |
| Titulaires :  |                 |     |
|               |                 |     |
| 18            | Stefan Ortega   |     |
| 02            | Kyle Walker     |     |
| 05            | John Stones     |     |
| 06            | Nathan Aké      | 46e |
| 24            | Joško Gvardiol  |     |
| 16            | Rodri           |     |
| 08            | Mateo Kovačić   | 46e |
| 20            | Bernardo Silva  |     |
| 17            | Kevin De Bruyne | 56e |
| 47            | Phil Foden      |     |
| 09            | Erling Haaland  |     |
|               |                 |     |
| Remplaçants : |                 |     |
| 33            | Scott Carson    |     |
| 03            | Rúben Dias      |     |
| 10            | Jack Grealish   |     |
| 11            | Jérémy Doku     | 46e |
| 19            | Julián Álvarez  | 56e |
| 25            | Manuel Akanji   | 46e |
| 27            | Matheus Nunes   |     |
| 52            | Oscar Bobb      |     |
| 82            | Rico Lewis      |     |
|               |                 |     |
| Entraîneur :  |                 |     |
| Pep Guardiola |                 |     |

| Man.United ·  |                    |       |
| Titulaires :  |                    |       |
|               |                    |       |
| 24            | André Onana        |       |
| 29            | Aaron Wan-Bissaka  |       |
| 19            | Raphaël Varane     |       |
| 06            | Lisandro Martínez  | 73e   |
| 20            | Diogo Dalot        |       |
| 04            | Sofyan Amrabat     |       |
| 37            | Kobbie Mainoo      |       |
| 39            | Scott McTominay    | 90+3e |
| 17            | Alejandro Garnacho | 90+3e |
| 08            | Bruno Fernandes    |       |
| 10            | Marcus Rashford    | 74e   |
|               |                    |       |
| Remplaçants : |                    |       |
| 01            | Altay Bayindir     |       |
| 02            | Victor Lindelöf    | 90+3e |
| 07            | Mason Mount        | 90+3e |
| 11            | Rasmus Højlund     | 74e   |
| 14            | Christian Eriksen  |       |
| 16            | Amad Diallo        |       |
| 21            | Antony             |       |
| 35            | Jonny Evans        | 73e   |
| 53            | Willy Kambwala     |       |
|               |                    |       |
| Entraîneur :  |                    |       |
| Erik ten Hag  |                    |       |